# Olympische Sommerspiele 1908/Rudern – Zweier ohne Steuermann
Der Zweier ohne Steuermann im Rudern bei den Olympischen Spielen 1908 in London fand vom 28. bis 31. Juli 1908 auf der Themse statt. Titelverteidiger waren Robert Farnan und Joseph Ryan aus den Vereinigten Staaten.

## Ergebnisse

### Halbfinale

#### Halbfinale 1
| Rang   | Nation         | Athleten                     | Zeit       | Anmerkung |
| ------ | -------------- | ---------------------------- | ---------- | --------- |
| 1      | Großbritannien | John Fenning Gordon Thomson  | 9:46,0 min | Q         |
| Bronze | Kanada         | Frederick Toms Norway Jackes | unbekannt  |           |

#### Halbfinale 2
| Rang   | Nation          | Athleten                       | Zeit        | Anmerkung |
| ------ | --------------- | ------------------------------ | ----------- | --------- |
| 1      | Großbritannien  | George Fairbairn Philip Verdon | 11:05,0 min | Q         |
| Bronze | Deutsches Reich | Martin Stahnke Willy Düskow    | unbekannt   |           |

### Finale
| Rang   | Nation         | Athleten                       | Zeit       |
| ------ | -------------- | ------------------------------ | ---------- |
| Gold   | Großbritannien | John Fenning Gordon Thomson    | 9:41,0 min |
| Silber | Großbritannien | George Fairbairn Philip Verdon | unbekannt  |